# Clemens Knobloch
Clemens Knobloch (* 3. Oktober 1951 in Wiesbaden) ist ein deutscher Linguist.
Nach dem Studium der Germanistik und der Kommunikationswissenschaft in Bonn und Essen wurde Knobloch 1978/79 in Essen mit einer kommunikationswissenschaftlichen Dissertation promoviert.
Ab 1976 war er Mitarbeiter an der Bonner Forschungsstelle des Instituts für deutsche Sprache im Projekt „Ost-West-Wortschatzvergleiche“. Nach seiner Promotion wechselte er 1980 als wissenschaftlicher Mitarbeiter an die Universität (GH) Siegen, wo er sich 1986/87 mit einer Arbeit über die Geschichte der deutschen Sprachpsychologie habilitierte. 
Seit 1991 ist Knobloch Professor am Fachbereich 3 Sprach-, Literatur- und Medienwissenschaften (später Philosophische Fakultät) der Universität Siegen, seit dem 1. April 2016 ist er emeritiert.

## Veröffentlichungen (Auswahl)
- Von der Mutter aller Probleme zur Antwort auf alle Fragen: Der UN-Migrationspakt als Symbol. In: kultuRRevolution, Frühjahr 2019, ISSN 0723-8088, S. 38–42
- Das sogenannte Gute. Zur Selbstmoralisierung der Meinungsmacht. Aufsätze und Vorträge. Siegen 2018
- „Bildung“ – ein Strategiekern neoliberaler Rhetorik? In: Jahrbuch für Pädagogik 2013: Krisendiskurse, Red. David Salomon, Edgar Weiß. Peter Lang, Bern 2013, ISSN 0941-1461, S. 105–124
- „Wir sind doch nicht blöd!“ Die unternehmerische Hochschule. Münster 2012
- Sprachauffassungen. Studien zur Ideengeschichte der Sprachwissenschaft. Frankfurt a. M. 2011
- Inszenierte Konflikte. Inszenierte Einigkeit: Konflikt- und Einigkeitskommunikation in Printmedien und in Organisationen. Mithg., Münster 2007
- Was heißt linguistische Aufklärung? Mithg., Heidelberg 2007
- „Volkhafte Sprachforschung“. Studien zum Umbau der Sprachwissenschaft in Deutschland zwischen 1918 und 1945. Tübingen 2005
- Sprache und Sprechtätigkeit. Tübingen 1994